# Clément Bessaguet
Clément Bessaguet, né le 29 mai 1991 à Montpellier, est un tireur sportif français ( Principalement au Pistolet Vitesse 25m ).
Actuellement deuxième mondial.
Il est pré-qualifié pour les Jeux olympiques d'été de 2024 grâce à son titre de champion d'Europe en 2022.

## Palmarès

### Jeux olympiques
- 7e aux Jeux olympiques de 2020 à Tokyo (Japon)[3]

### Championnats du monde
- Médaille d'argent aux Championnats du monde de tir 2022 au Caire[4]
- Médaille d'argent aux Championnats du monde de tir 2023 à Bakou[5]

### Coupe du monde
- Médaille d'or à la Coupe du Monde 2018 à Guadalajara[3]
- Médaille d'or à la Coupe du monde 2023 à Lima (Pérou)[6]
- Médaille d'argent à la Coupe du monde 2023 à Bakou (Azerbaïdjan)[3]
- Médaille d'argent à la Coupe du monde 2023 à Bohpal (Inde)[7]
- Médaille d'argent à la Coupe du monde 2023 au Caire (Egypte)[8]
- Médaille d'argent à la Coupe du Monde 2019 à Munich[9]
- Médaille d'argent à la Coupe du Monde 2017 à Gabala[3]
- Médaille de Bronze à la Coupe du Monde 2022 à Bakou (Azerbaïdjan)[3]

### Finales de Coupe du Monde
- Médaille d'or - Globe de Cristal, Finale des Coupes du Monde 2019 à Putian[3]
- Médaille d'argent, Finale des Coupes du Monde 2017 à New Delhi[3]

### Championnats d'Europe
- Médaille d'or aux Championnats d'Europe 2022 à Wroclaw (Pologne)[2]
- Médaille d'or aux Championnats d'Europe 2011 à Belgrade[3]
- Médaille d'or par équipe aux Championnats d'Europe 2022 à Wroclaw (Pologne)[10]
- Médaille d'or du pistolet vitesse 25 m par équipe aux Championnats d'Europe 2021 à Osijek[3]
- Médaille de bronze du pistolet vitesse 25 m aux Championnats d'Europe 2021 à Osijek[11]

### Jeux européens
- Médaille d'or aux Jeux européens de 2023 à Cracovie
- Médaille d'or par équipes aux Jeux européens de 2023 à Cracovie
- Médaille de bronze aux Jeux européens de 2019 à Minsk[12]

### Universiade
- Médaille de bronze au tir au pistolet 25m standard à l'Universiade d'été de 2013 à Kazan[13].

### Championnats du monde universitaires
- Médaille d'or, Championnat du Monde Universitaire 2013

## Records personnels
- Vitesse Olympique 25m - 592/600 ( Coupe du Monde à Munich 2017 )